# Aigrette de Chine
Egretta eulophotes
Espèce
Répartition géographique
- zone de nidification
- non nicheur

Statut de conservation UICN

 VU C2a(i) : Vulnérable
L'Aigrette de Chine (Egretta eulophotes), quelquefois appelée Aigrette de Swinhoe du nom de son découvreur, est une espèce d'oiseaux aquatiques de la famille des Ardeidae.

## Description
L'Aigrette de Chine mesure de 65 à 68 cm.
Cette espèce ne présente pas de dimorphisme sexuel.

## Alimentation
Cette espèce se nourrit essentiellement de poissons, de crevettes et de crabes.